# 데이비드 슬링

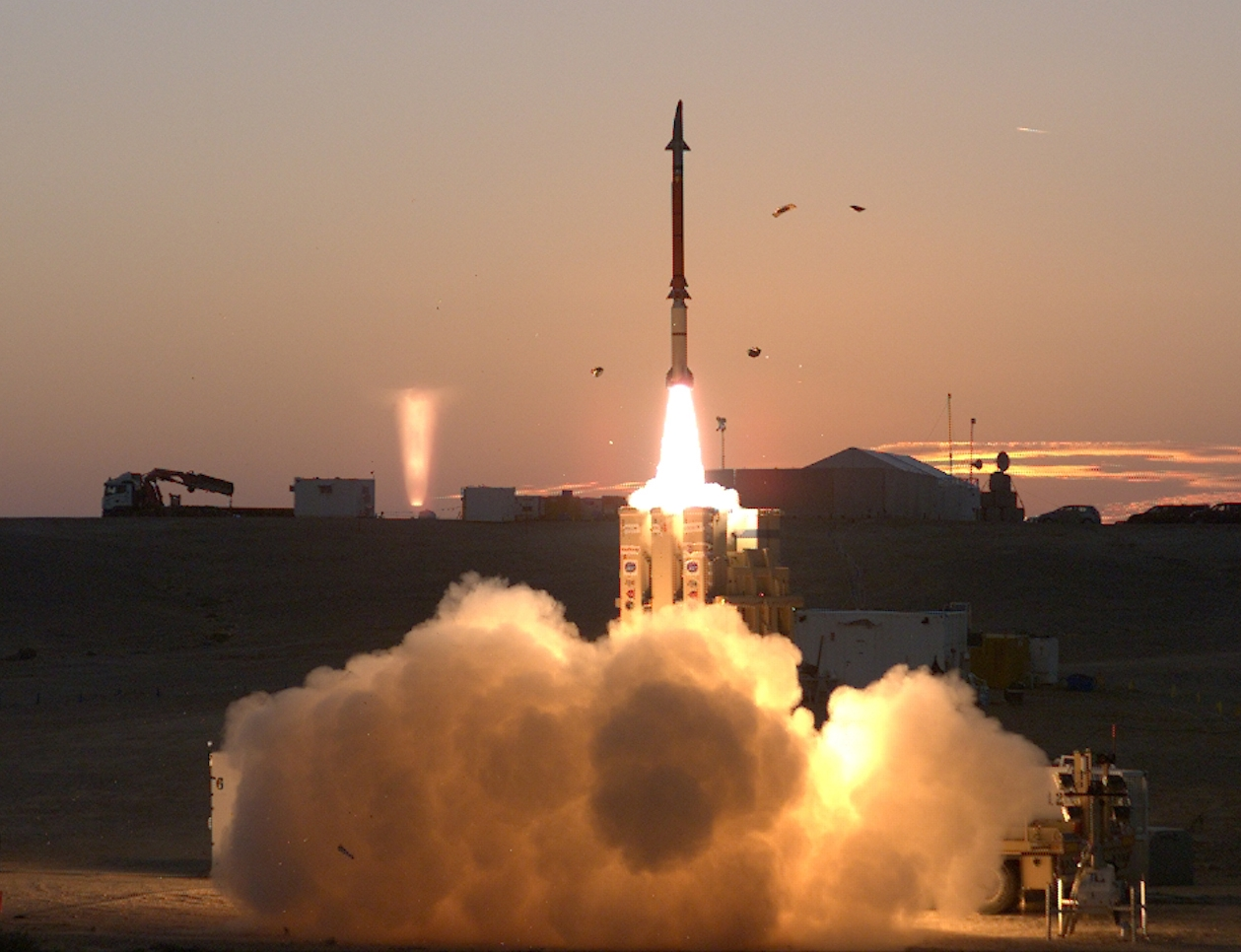

데이비드 슬링(David's Sling)은 이스라엘 라파엘사가 개발한 차세대 패트리어트 미사일이다. 미국 레이시온과 합작개발 사업이며 2014년 개발 예정이었다. 생산은 2017년부터 진행되고 있으며, 기존에 보유한 호크 미사일과 패트리어트 미사일을 대체한다.

## 3단계
- 아이언 돔 - 최소사거리 4 km, 최대사거리 70 km
- 데이비드 슬링 - 최소사거리 70 km, 최대사거리 250 km
- 애로우 미사일 - 사거리 250 km 이상의 장거리 미사일 요격

## 같이 보기
- 애로우 (미사일)
- 애로우 3
- 아이언 돔